# Вроцень

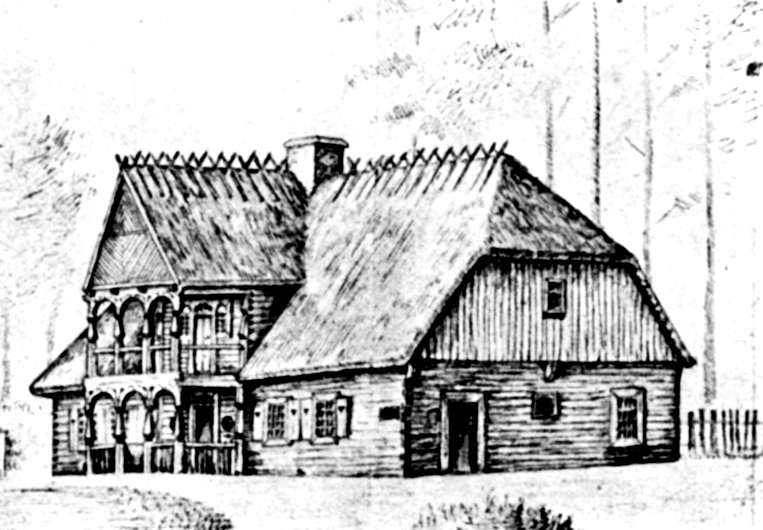
Dworek we wsi Wroceniu nad Biebrzą

Вроцень (пол. Wroceń) — село в Польщі, у гміні Ґоньондз Монецького повіту Підляського воєводства.
Населення — 184 особи (2011).
У 1975-1998 роках село належало до Ломжинського воєводства.

## Демографія
Демографічна структура станом на 31 березня 2011 року:
|          | Загалом | Допрацездатний вік | Працездатний вік | Постпрацездатний вік |
| -------- | ------- | ------------------ | ---------------- | -------------------- |
| Чоловіки | 95      | 13                 | 68               | 14                   |
| Жінки    | 89      | 11                 | 45               | 33                   |
| Разом    | 184     | 24                 | 113              | 47                   |